# Myszołowik prążkowany
Myszołowik prążkowany, myszołowik (Buteo nitidus) – gatunek ptaka z rodziny jastrzębiowatych (Accipitridae), zamieszkujący Amerykę Południową i Centralną. Nie jest zagrożony wyginięciem.

## Systematyka
Niekiedy gatunek ten umieszczano w rodzaju Asturina. Obecnie wyróżnia się trzy podgatunki B. nitidus:
- B. nitidus blakei – południowo-zachodnia Kostaryka do zachodniego Ekwadoru.
- B. nitidus nitidus – Trynidad, północna Amazonia.
- B. nitidus pallidus – południowa Brazylia, wschodnia Boliwia, Paragwaj, północna Argentyna.

Za podgatunek B. nitidus uznawano przez pewien czas myszołowika popielatego (B. plagiatus), występującego od południa USA po Kostarykę, przywrócono mu jednak status odrębnego gatunku.

## Występowanie
To drapieżnik głównie terenów otwartych i skrajów lasów. Występuje od Kostaryki po Boliwię, Paragwaj i północną Argentynę. To dość pospolity gatunek na Trynidadzie, ostatnio widywany też na Tobago.

## Morfologia

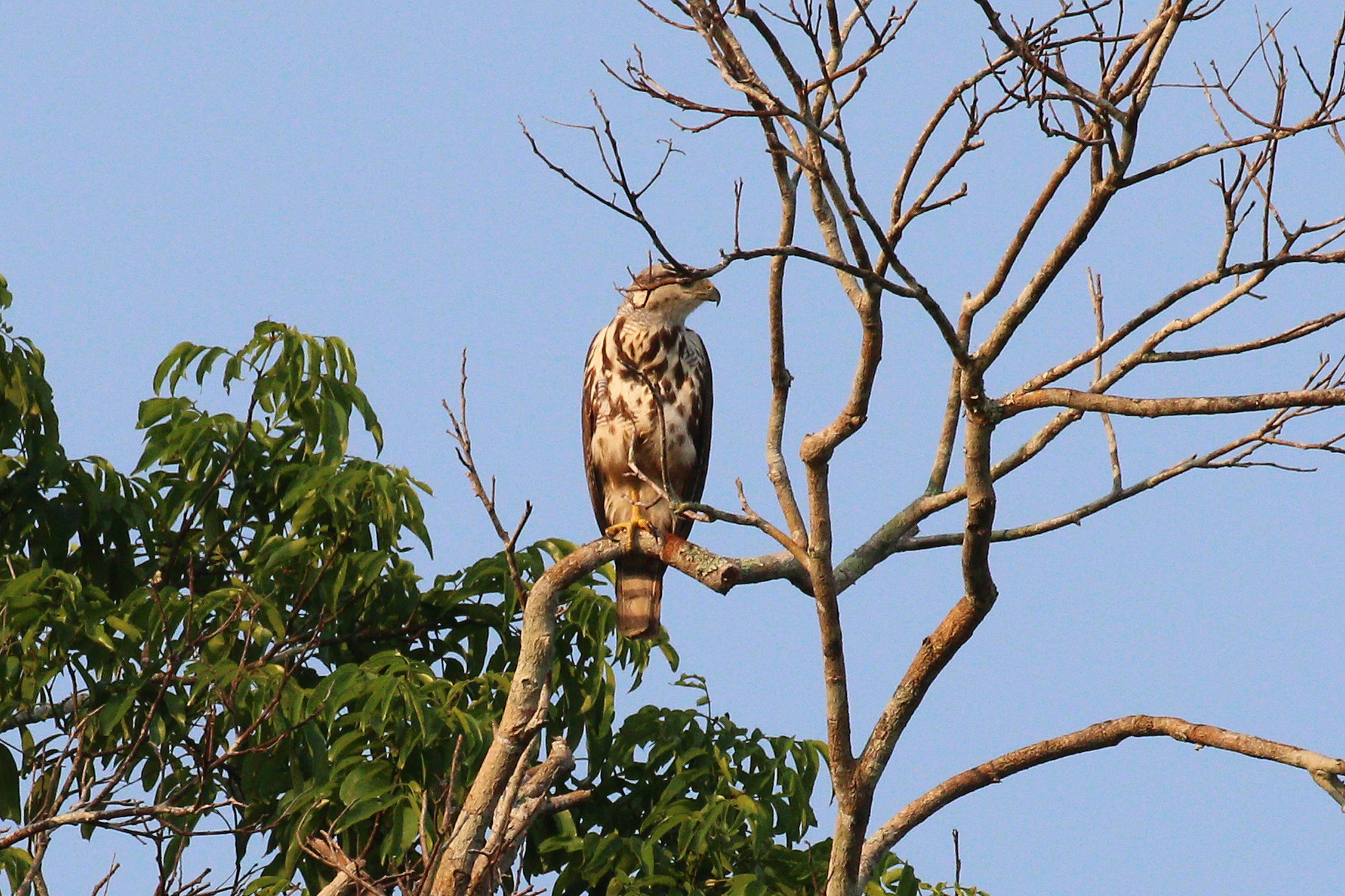
Osobnik młodociany (Brazylia)

Długość ciała myszołowika prążkowanego waha się od 46 do 61 cm, a masa wynosi średnio 475 gramów. Osobnik dorosły ma jasnoszare upierzenie. Ogon jest czarny i posiada 3 białe prążki, a nogi mają pomarańczową barwę. Ma delikatne, białe kreskowanie w górnych częściach ciała.
Osobniki młodociane mają ciemnobrązową górną część ciała, jasno prążkowany brązowy ogon, brązowo nakrapiany biały spód ciała, brązowo smugowaną płowożółtą głowę oraz szyję. Myszołowik prążkowany ma dosyć krótkie skrzydła, a w powietrzu charakteryzuje się szybkim i zwinnym lotem, jak na ptaka z rodzaju Buteo. Odzywa się przenikliwym, gwiżdżącym klii-uu.

## Okres lęgowy
Gniazdo ptaki budują z gałązek i lokują je wysoko na drzewie. Zwykle wyprowadzają 1–3 lęgi w ciągu roku, kiedy to samica składa najczęściej 2 białe lub bladoniebieskie jaja. Mija 6 tygodni, nim młode w pełni się opierzą.

## Pożywienie
Głównym pożywieniem myszołowika prążkowanego są jaszczurki i węże, ale poluje również na małe ssaki, ptaki i żaby. Zwykle siada na wyeksponowanej wysoko gałęzi, z której lotem nurkowym rzuca się na ofiarę. Może też chwytać zdobycz w trakcie niskiego szybowania.

## Status
Międzynarodowa Unia Ochrony Przyrody (IUCN) uznaje myszołowika prążkowanego za gatunek najmniejszej troski (LC – least concern) od 2014 roku, kiedy to wydzielono z niego do osobnego gatunku myszołowika popielatego (B. plagiatus). Trend liczebności populacji uznaje się za spadkowy.